# Victor Plata
Victor Plata (Minneapolis, 10 april 1973) is een professioneel Amerikaans triatleet uit Santa Cruz. Hij nam eenmaal deel aan de Olympische Spelen, maar won bij die gelegenheid geen medailles.
Hij begon met triatlons in 1996. In 2004 nam hij deel aan de Olympische Zomerspelen van Athene. Hierbij behaalde hij een 27e plaats in een totaaltijd van 1:57.09,09. 
Hij is aangesloten bij KINeSYS Professional Triathlon Team.

## Palmares

### triatlon
- 1998:  triatlon van San Andrés
- 1999:  Noord-Amerikaans kampioenschap
- 1999: 4e triatlon van Pacific Grove
- 2002: 58e WK olympische afstand in Cancún - 2:01.33
- 2003: 42e WK olympische afstand in Queenstown - 2:00.12
- 2003: 15e Pan-Amerikaanse Spelen in Santo Domingo - 1:57.24
- 2003: 6e Escape from Alcatraz - 2:11.44
- 2004: 46e WK olympische afstand in Funchal - 1:45.55
- 2004: 27e Olympische Spelen in Athene - 1:57.09,09
- 2004: 4e Pan American triatlon
- 2004:  ITU wereldbekerwedstrijd in Corner Brook
- 2004:  triatlon van Cartagena
- 2004:  triatlon van Boston
- 2004: 13e Wildflower Long Course - 4:24.43
- 2008: 40e Ironman 70.3 California - 4:26.15
- 2008: 18e Wildflower Long Course - 4:23.42